# Centrodraco rubellus
Centrodraco rubellus är en fiskart som beskrevs av Fricke, Chave och Suzumoto 1992. Centrodraco rubellus ingår i släktet Centrodraco och familjen Draconettidae. Inga underarter finns listade i Catalogue of Life.